# 西尾市立花ノ木小学校
西尾市立花ノ木小学校（にしおしりつ はなのきしょうがっこう）は、愛知県西尾市高畠町にある公立小学校。

## 校区
- 桜木町（一部）、花ノ木町（一部）、住吉町（一部）、城崎町（一部）、高畠町（一部）、矢曽根町（一部）、今川町、丁田町、寄近町、徳次町（一部）、永吉町（一部）、永楽町（一部）、熊味町（一部）、寄住町（一部）が校区である[1]。

## 沿革
- 1952年（昭和27年）4月1日 - 西尾町立西尾小学校から分離し、西尾町立花ノ木小学校として開校する。
- 1953年（昭和28年）12月15日 - 西尾町と平坂町の一部（田貫、中畑）が合併して市制を施行。西尾市が発足。同時に西尾市立花ノ木小学校に改称する。
- 1958年（昭和33年） - 校舎（第一期工事）が完成する。
- 1959年（昭和34年） - 校舎（第二期工事）が完成する。
- 1969年（昭和44年） - 本館が完成する。
- 1971年（昭和46年） - プールが完成する。
- 1981年（昭和56年） - 体育館が完成する。
- 1985年（昭和60年） - 校舎を増築する。
- 1990年（平成2年） - 校舎を新築する。
- 2009年（平成21年） - 特別教室棟が完成する。

## 交通アクセス
- 名鉄西尾線西尾駅下車、徒歩約5分。

## 著名な出身者
- 沢朋宏 - CBCテレビアナウンサー[2]

## 周辺施設
- 愛知県立鶴城丘高等学校
- 西尾市立西尾中学校
- 西尾市立西尾小学校
- 西尾高等家政専門学校
- 西尾市歴史公園（西尾城跡）
- 西尾公園
- 西尾市文化会館
- ヴェルサウォーク西尾
- 名鉄西尾線西尾駅